# 고스트 스튜디오
고스트 스튜디오는 대한민국의 연예 기획사이다.

## 소속 연예인
- 권나라
- 강별
- 김성오
- 김옥빈
- 류경수
- 류성록
- 민진웅
- 박건일
- 박세완
- 박주미
- 박혜수
- 송상은
- 신지원
- 양현민
- 엄태웅
- 오현경
- 오혜수
- 음문석
- 이다희
- 이서안
- 이선호
- 이승윤
- 이유진
- 이은샘
- 이이담
- 이태희
- 이유비
- 임재혁
- 안서현
- 장희령
- 정환
- 조은서
- 주원
- 차주영
- 채서진
- 최권
- 최태준
- 허준석
- 홍지윤
- 황재열
- 고원희
- 권현빈